# Xestospongia portoricensis
Xestospongia portoricensis är en svampdjursart som beskrevs av van Soest 1980. Xestospongia portoricensis ingår i släktet Xestospongia och familjen Petrosiidae.
Artens utbredningsområde är Karibiska havet. Inga underarter finns listade i Catalogue of Life.